# Tutte donne tranne me
Tutte donne tranne me è stato un varietà musicale televisivo italiano andato in onda il sabato in prima serata su Rai 1 dal 12 gennaio al 2 febbraio 2007 con la conduzione di Massimo Ranieri.

## Il programma
Il filo conduttore della trasmissione è dato dal fatto che, a parte il conduttore, il resto del cast era femminile. La trasmissione vide la presenza di varie donne che, in diversi casi, si esibirono in vari inediti duetti canori con Massimo Ranieri, con i suoi brani di maggior successo. In particolare furono ospiti nel corso delle varie serate Bianca Guaccero, Manuela Arcuri, Orietta Berti, Linda, Silvia Mezzanotte, Eleonora Abbagnato, Anna Longhi e Laura De Marchi. L'unica eccezione di un ospite maschile fu rappresentata da Dario Fo, che fece un'apparizione in abiti femminili, interpretando idealmente le donne di varie regioni italiane.
Era formata interamente da donne anche l'orchestra, diretta da Cinzia Pennesi. Il corpo di ballo ebbe come prima ballerina Julia Smith.
Il programma diventerà poi uno spettacolo teatrale che lo stesso Ranieri porterà in tournee in giro per l’Italia, insieme ad alcune delle protagoniste musicali della trasmissione.